# Spiralia
Spiralia – jeden z głównych kladów zwierząt pierwoustych obejmujących szereg spośród tradycyjnie wyróżnianych typów, z których największe pod względem liczby opisanych gatunków, to: mięczaki (Mollusca), płazińce (Platyhelminthes), pierścienice (Annelida), mszywioły (Bryozoa) i wrotki (Rotifera). Nazwa tej grupy odnosi się do postulowanej synapomorfii Spiralia – bruzdkowania spiralnego.

## Bruzdkowanie spiralne

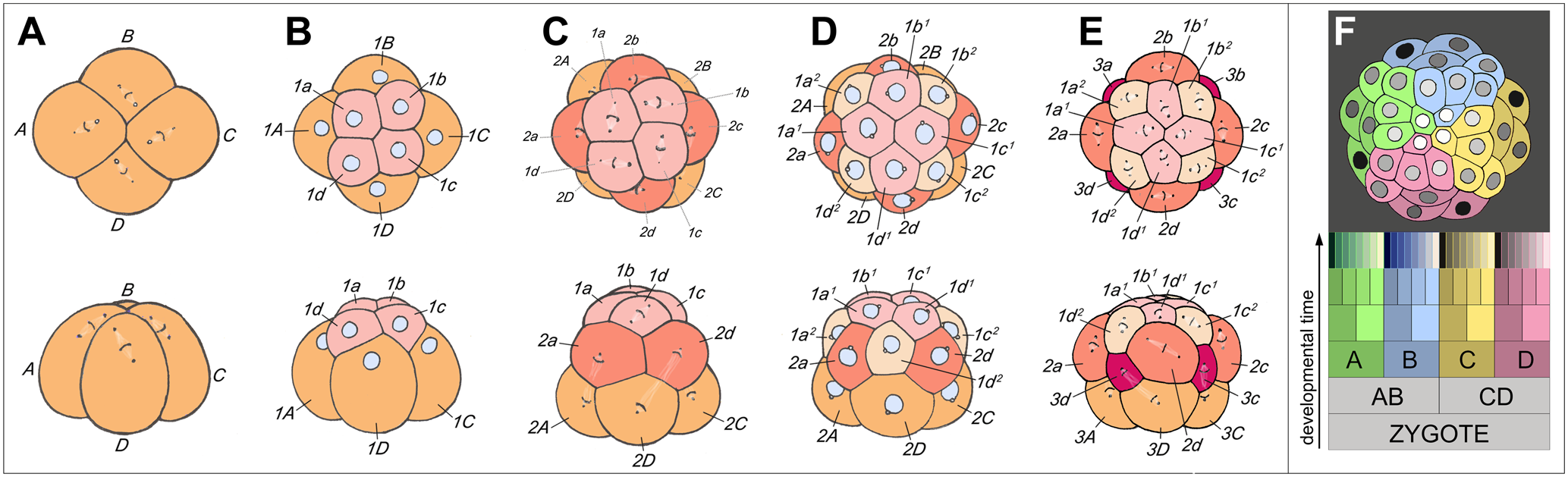
Bruzdkowanie spiralne na przykładzie ślimaka z rodzaju Trochus

Jest to rodzaj bruzdkowania, w którym począwszy od stadium czterech makromerów osie kolejnych podziałów komórkowych są nachylone pod kątem około 45° względem osi wegetatywno-animalnej zarodka, skutkując naprzemiennym, spiralnym rozmieszczeniem komórek we wczesnych fazach rozwoju zarodkowego (patrz rysunek z lewej strony). Dodatkowo w klasycznym modelu bruzdkowania spiralnego od trzeciego podziału następuje różnicowanie komórek na duże makromery i niewielkie mikromery. Ten typ rozwoju został opisany u przedstawicieli większości typów zaliczanych do Spiralia, jednak u niektórych przedstawicieli kladu doszło wtórnie do modyfikacji klasycznego bruzdkowania spiralnego (np. u wrotków) lub do wykształcenia innego wzoru podziałów zygoty, czego przykładem może być bruzdkowanie tarczkowe u głowonogów.

## Użycie terminu
Termin Spiralia był początkowo używany bez specjalnych konotacji filogenetycznych w odniesieniu do grupy zwierząt charakteryzujących się bruzdkowaniem spiralnym. Po tym, gdy w 1995 roku Halanych et al. zaproponowali podział zwierząt pierwoustych na Ecdysozoa i Lophotrochozoa, niektórzy autorzy zauważyli, że ostatnia z tych grup charakteryzuje się występowaniem bruzdkowania spiralnego, i dlatego zaczęto używać terminów Lophotrochozoa i Spiralia zamiennie, jako synonimów. W późniejszym czasie zwrócono uwagę, że w oryginalnej pracy Halanycha definicja Lophotrochozoa obejmowała ostatniego wspólnego przodka mięczaków, pierścienic i trzech typów tradycyjnie zaliczanych do Lophophorata oraz wszystkich jego potomków. Ponieważ w najnowszych analizach filogenetycznych nie wszyscy przedstawiciele tradycyjnie rozumianych Spiralia należą do tak zdefiniowanego kladu Lophotrochozoa, współcześni autorzy używają terminu Spiralia do określenia szerszego kladu, w którym Lophotrochozoa stanowią jedynie jedną z trzech grup wewnętrznych.

## Przedstawiciele Spiralia
W obrębie Spiralia wyróżnia się trzy duże klady, są to Gnathifera, Rouphozoa i Lophotrochozoa.
| Gnathifera                                                                                  | Rouphozoa                                                         | Lophotrochozoa |
| ------------------------------------------------------------------------------------------- | ----------------------------------------------------------------- | --- |
| Typy: - szczękogębe (Gnathostomulida) - drobnoszczękie (Micrognathozoa) - wrotki (Rotifera) | Typy: - brzuchorzęski (Gastrotricha) - płazińce (Platyhelminthes) | Typy: - mięczaki (Mollusca) - pierścienice (Annelida) - wstężnice (Nemertea) - kryzelnice (Phoronida) - mszywioły (Bryozoa) - ramienionogi (Brachiopoda) - kielichowate (Entoprocta) - lejkogębce (Cycliophora) - prostopływce (Orthonectida) - rombowce (Dicyemida) |
| Brachionus, przedstawiciel wrotków                                                          | Bipalium, przedstawiciel płazińców                                | Phoronis, przedstawiciel kryzelnic |

Choć dokładne relacje pokrewieństw w obrębie Lophotrochozoa pozostają niejasne, to najnowsze analizy filogenetyczne sugerują, że jest to grupa monofiletyczna a jej relacje z pozostałymi przedstawicielami Spiralia wyglądają następująco:
|  | Gnathifera                                                   |
|  |                                                              |
|  | \| \| Rouphozoa \| \| \| \| \| \| Lophotrochozoa \| \| \| \| |
|  |                                                              |
|  | Rouphozoa                                                    |
|  |                                                              |
|  | Lophotrochozoa                                               |
|  |                                                              |

|  | Rouphozoa      |
|  |                |
|  | Lophotrochozoa |
|  |                |

Niektóre z grup niegdyś uznawanych za osobne typy również są zaliczane do Spiralia, choć obecnie są uważane za przedstawicieli niektórych spośród wyżej wymienionych typów. Wśród najważniejszych z tych grup (wciąż często figurujących jako osobne typy w podręcznikach zoologii) należy wymienić:
- kolcogłowy (Acanthocephala) – zaliczane obecnie do wrotków[5]

oraz zaliczane obecnie do pierścienic:
- sikwiaki (Sipuncula)
- szczetnice (Echiura)
- krążkokształtne (Myzostomida)
- rurkoczułkowce (Pogonophora i Vestimentifera)